# 14. stoljeće pr. Kr.
◄ | 3. tisućljeće pr. Kr. | 2. tisućljeće pr. Kr. | 1. tisućljeće pr. Kr. | ►
◄ | 16. stoljeće pr. Kr. | 15. stoljeće pr. Kr. | 14. stoljeće pr. Kr. |13. stoljeće pr. Kr. | 12. stoljeće pr. Kr. | ►
1390-ih pr. Kr. | 1380-ih pr. Kr. | 1370-ih pr. Kr. | 1360-ih pr. Kr. | 1350-ih pr. Kr. | 1340-ih pr. Kr. | 1330-ih pr. Kr. | 1320-ih pr. Kr. | 1310-ih pr. Kr. | 1300-ih pr. Kr.
14. stoljeće pr. Kr. je je razdoblje koje je trajalo od 1400. pr. Kr. do 1301. pr. Kr..

## Događaji
- Mitansko carstvo (1469. pr. Kr. - 1340. pr. Kr.)
- Vrijeme dinastije Shang (oko 1600. pr. Kr. do oko 1046. pr. Kr.))
- 1338. pr. Kr. dovršeno poprsje egipatske kraljice Nefertiti
- oko 1340. pr. Kr. Hetiti osvajaju i razaraju Kvatnu
- Nastaje mit o Argonautima

## Osobe
- Tutmozis IV., faraon (1412. pr. Kr. - 1364. pr. Kr.)
- Teje, velika kraljevska supruga faraona Amenhotepa III. i majka Ehnatona
- Ehnaton, Amenofis IV, egipatski faraon 18. dinastije i osnivač prve monoteističke religije
- Horemheb, egipatski faraon 18. dinastije
- Nefertiti, glavna supruga Ehnatona
- Sastavljen je najstariji sačuvani hipološki tekst
- Jošua, Mojsijev nasljednik

## Otkrića i pronalasci
- u Karnaku se koriste vodeni satovi
- u Egiptu je ovladana proizvodnja stakla

## Vanjske poveznice
|  | Zajednički poslužitelj ima još gradiva o temi 14. stoljeće pr. Kr. |